# کلم مرداب
کَلَم مُرداب گیاهی است گرمازا از تیرهٔ گل‌شیپوریان (Araceae).
گل‌آذین این گیاه خاصیت گرمازایی دارد که با تولید و تابش اشعه مادون قرمز ( IR  ) برف اطراف خود را آب میکند و ارتفاع آن به ۳۰ تا ۶۰ سانتیمتر می‌رسد. این گیاه بوی گندآلودی از خود منتشر می‌کند.

## سمیت
کلم مرداب حاوی کلسیم اگزالات است و به‌همین سبب دارای سمیت متوسطی برای انسان است. این سمیت را می‌توان با روش‌های دقیق آماده‌سازی (جهت مصرف) برطرف ساخت.